# Aquiles Serdán

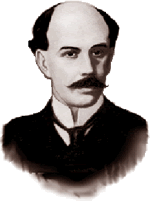
Aquiles Serdán

Aquiles Serdán Alatriste (Puebla, 1 november 1876 - aldaar, 18 november 1910) was een Mexicaans revolutionair die wordt beschouwd als het eerste slachtoffer van de Mexicaanse Revolutie.
Serdán was actief in de Nationale Anti-herverkiezingspartij (PNA), die zich verzette tegen de dictatuur van Porfirio Díaz. Aan de vooravond van de Mexicaanse Revolutie spande hij samen met Francisco I. Madero, Emiliano Zapata en Juan Andreu Almazán. De vier spraken af dat Serdán in zijn huis wapens zou verzamelen, waarmee dan op 20 november 1910 de opstand tegen Díaz gestart zou worden. Twee dagen van tevoren kreeg een politiecommandant te horen van het complot. Vierhonderd militairen en honderd politieagenten werden naar het huis van Serdán gestuurd, die weigerde zich over te geven. Bij het gevecht dat daarna ontstond kwamen hij en twee anderen om het leven.
Serdáns zuster Carmen overleefde het incident en zou in het verdere verloop van de revolutie als zuster dienen. Na afloop van de revolutie keerde ze terug naar Puebla, waar ze de kinderen van Serdán opvoedde. Ze overleed in 1948. In 1960, bij de vijftigste verjaardag van de revolutie, werd in Serdáns huis het museum van de Mexicaanse Revolutie geopend.